# Polski kontyngent policyjny

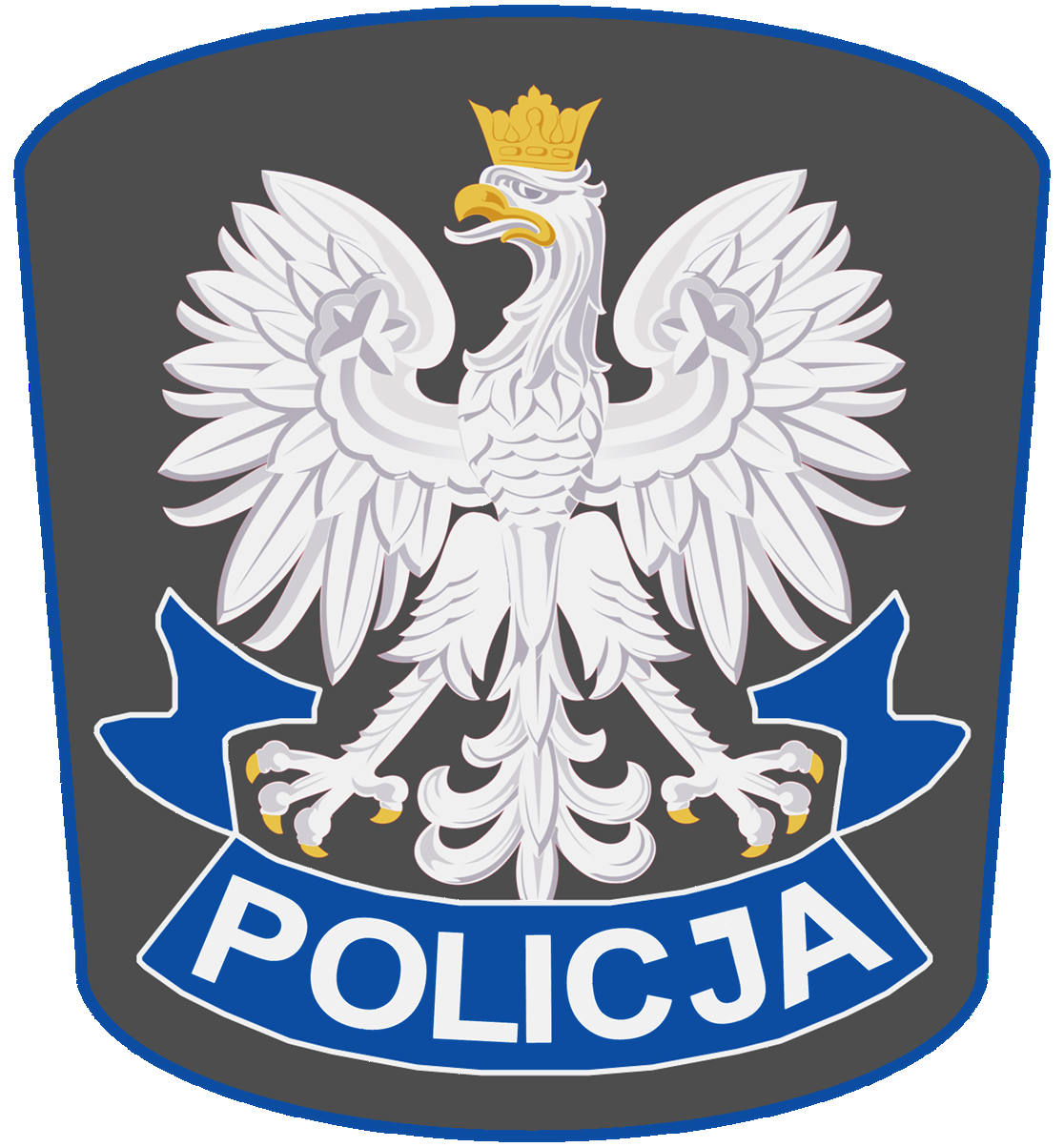
Emblemat Policji

Polski kontyngent policyjny – wydzielona jednostka polskiej Policji, przeznaczona do udziału w akcji poza terytorium RP (misji pokojowej, operacji humanitarnej lub antyterrorystycznej, szkoleniu, przedsięwzięciu reprezentacyjnym) zgodnie z uchwałą Rady Ministrów, rozporządzeniem ministra właściwego do spraw wewnętrznych lub decyzją Komendanta Głównego Policji.

## Historia
Polska Policja została stosunkowo późno zaangażowana w misje pokojowe i humanitarne – w porównaniu z Siłami Zbrojnymi RP, bo dopiero od 1992, kiedy to do byłej Jugosławii została wysłana Polska Grupa Policyjna UNPROFOR. Od tamtej pory policjanci byli wysyłani głównie na misje pokojowe prowadzone przez ONZ lub Unię Europejską (od 2003, czyli jeszcze przed dołączeniem Polski do UE), sporadycznie przez inne organizacje (OBWE i UZE).
Największą operacją pokojową polskiej Policji jest Polski Kontyngent Policyjny w Kosowie – służy w nim ok. 110 policjantów (ok. 5 ekspertów i 105 funkcjonariuszy Jednostki Specjalnej Polskiej Policji).
Oprócz misji pokojowych polscy policjanci biorą udział w operacjach humanitarnych. Od października 2022 do lutego 2023 na Ukrainie działał Kontyngent Humanitarny Polskiej Policji, wspomagający służby ukraińskie w usuwaniu materiałów wybuchowych.

## Charakterystyka
Przepisy regulujące działalność kontyngentów policyjnych zapisane są w rozdziale 10a znowelizowanej w 2001 (wcześniej kwestie prawne nie były w pełni uregulowane) Ustawie z 6 kwietnia 1990 o Policji (Dz.U. z 2023 r. poz. 171). Zgodnie z nią PKP powoływany jest drogą:
- uchwały Rady Ministrów w przypadku misji pokojowej,
- zarządzeniem ministra właściwego do spraw wewnętrznych w przypadku akcji zapobiegania terroryzmowi (lub jego skutkom) oraz ratowniczej lub humanitarnej,
- decyzją Komendanta Głównego Policji w przypadku ćwiczeń lub przedsięwzięć reprezentacyjnych.

Uchwała, zarządzenie lub decyzja określa nazwę, przeznaczenie, liczebność, podległość oraz czas trwania kontyngentu.
Kontyngenty policyjne dzielą się na dwa typy:
- eksperckie – składają się z niewielkiej grupy funkcjonariuszy, pełniących funkcję doradców lub szkoleniowców miejscowych policji lub obserwatorów w konflikcie.
- jednostki skoszarowane – zorganizowane jednostki policyjne, przeznaczone do pełnienia zadań prewencyjnych.

W systemie krajowym podlegają one Komendantowi Głównemu Policji, natomiast w rejonie operacji szefowi misji.
Jedna zmiana kontyngentu policyjnego, w odróżnieniu od wojskowego, trwa z reguły rok (wyjątek stanowi Jednostka Specjalna Polskiej Policji PKP EULEX Kosovo, gdzie poszczególne zmiany trwały od 6 do 9 miesięcy).

## Polska Policja w operacjach pokojowych
Stan na styczeń 2023. W części przypadków liczby przybliżone.
| Czas trwania | Czas trwania | Operacja lub misja       | Operacja lub misja                                                                            | Operacja lub misja                           | Stan osobowy | Stan osobowy | Polegli |
| Początek     | Koniec       | Organizator              | Misja/operacja                                                                                | Państwa                                      | Najwyższy    | Obecny       | Polegli |
| ------------ | ------------ | ------------------------ | --------------------------------------------------------------------------------------------- | -------------------------------------------- | ------------ | ------------ | ------- |
| 1992         | 1995         | ONZ                      | UNPROFOR United Nations Protection Force                                                      | Bośnia i Hercegowina · Chorwacja · Macedonia | 30           |              |         |
| 1995         | 1996         | ONZ                      | UNGCI United Nations Guards Contingent in Iraq                                                | Irak                                         | 4            |              | 1       |
| 1996         | 2002         | ONZ                      | UNMIBH United Nations Mission in Bosnia and Herzegovina                                       | Bośnia i Hercegowina                         | 30           |              | 1       |
| 1996         | 1998         | ONZ                      | UNTAES United Nations Transitional Authority in Eastern Slavonia, Baranja and Western Sirmium | Chorwacja                                    | 8            |              |         |
| 1997         | 2001         | Unia Zachodnioeuropejska | MAPE Multinational Police Advisory Element                                                    | Albania                                      | 3            |              |         |
| 1998         | 2001         | OBWE                     | OSCE Mission to Croatia                                                                       | Chorwacja                                    | 2            |              |         |
| 1998         | 2000         | ONZ                      | UNMOT United Nations Mission of Observers in Tajikistan                                       | Tadżykistan                                  | 1            |              |         |
| 1999         | 2008         | ONZ                      | UNMIK United Nations Interim Administration Mission in Kosovo                                 | Kosowo                                       | 125          |              |         |
| 2002         | 2011         | Unia Europejska          | EUPM European Union Police Mission                                                            | Bośnia i Hercegowina                         | 12           |              |         |
| 2003         | 2009         | ONZ                      | UNOMIG United Nations Observer Mission in Georgia                                             | Gruzja                                       | 2            |              |         |
| 2004         | 2018         | ONZ                      | UNMIL United Nations Mission in Liberia                                                       | Liberia                                      | 3            |              | 1       |
| 2004         | 2005         | Unia Europejska          | EUPOL Proxima European Union Police Mission Proxima                                           | Macedonia                                    | 3            |              |         |
| 2004         | 2005         | Stany Zjednoczone        | wsparcie Irackich Sił Policyjnych                                                             | Jordania                                     | 10           |              |         |
| 2005         | 2006         | Unia Europejska          | wsparcie Misji Unii Afrykańskiej w Sudanie                                                    | Sudan                                        | 1            |              |         |
| 2008         | 2016         | Unia Europejska          | EUPOL Afganistan European Union Police Mission in Afghanistan                                 | Afganistan                                   | 4            |              |         |
| 2008         |              | Unia Europejska          | EUMM Gruzja European Union Monitoring Mission in Georgia                                      | Gruzja                                       | 20           | 20           |         |
| 2008         |              | Unia Europejska          | EULEX Kosowo European Union Rule of Law Mission in Kosovo                                     | Kosowo                                       | 115          | 105          |         |
| 2015         |              | Unia Europejska          | EUAM Ukraina European Union Advisory Mission in Ukraine                                       | Ukraina                                      | 10           | 10           |         |
| 2016         | 2022         | OBWE                     | OSCE Special Monitoring Mission to Ukraine                                                    | Ukraina                                      | 2            |              |         |
| 2019         | 2023         | ONZ                      | UNMISS United Nations Mission in South Sudan                                                  | Sudan Południowy                             | 3            |              |         |
| 2021         | 2022         | Unia Europejska          | EUAM Irak European Union Advisory Mission in Iraq                                             | Irak                                         | 1            |              |         |
| 2023         |              | Unia Europejska          | EUMA European Union Mission in Armenia                                                        | Armenia                                      | 5            | 5            |         |

## Polskie kontyngenty policyjne w operacjach pokojowych

### UNPROFOR (Chorwacja)
Polska Grupa Policyjna w Siłach Ochronnych Organizacji Narodów Zjednoczonych
- misja: United Nations Protection Force (UNPROFOR), Organizacja Narodów Zjednoczonych
- decyzja o użyciu: 11 maja 1992
- czas trwania: 27 marca 1992 – 1995

Rozpad Jugosławii w 1991 doprowadził do wybuchu wojny między armiami nowych państw a siłami serbskimi. Aby zapobiec eskalacji walk i uchronić ludność cywilną przed czystkami ONZ postanowiło utworzyć w lutym 1992 Siły Ochronne ONZ (UNPROFOR). Jednym z 12 zaproszonych do udziału w nich państw była Polska, która w marcu 1992 zaaprobowała prośbę i rozpoczęła formowanie pierwszego w historii polskiej policji kontyngentu. Odbywało się to w szybkim tempie - 27 marca do Belgradu drogą lotniczą przetransportowano zwiad grupy policyjnej (Mirosław Powalski i Witold Kieliszek), który następnie przewieziono na teren separatystycznej Republiki Serbskiej Krajiny, gdzie po dłuższym szkoleniu w Polsce dołączyła do nich reszta policjantów (jednakże stosowna uchwała Rady Ministrów została podpisana 11 maja - tą samą uchwałą powołano Polski Kontyngent Wojskowy w Chorwacji).
Do zadań policjantów należała: ochrona ludności cywilnej i pomocy humanitarnej, pomoc w bezkrwawym rozstrzyganiu sporów, nadzorowanie przestrzegania praw człowieka. Lecz wobec ograniczeń proceduralnych i braku chęci współpracy Serbów i Chorwatów z siłami ONZ, nie mogły być one w pełni podejmowane. Misja Polskiej Grupy Policyjnej zakończyła się wraz z końcem mandatu UNPROFOR-u, czyli w 1995. Ogółem służyło w niej 92 policjantów.

### UNGCI (Irak)
- misja: United Nations Guards Contingent in Iraq (UNGCI), Organizacja Narodów Zjednoczonych
- czas trwania: 1995–1996

Po wojnie w Zatoce Perskiej i ustanowieniu stref zakazu lotów dla irackiego lotnictwa, partyzanci kurdyjscy wyparli wojska irackie z Kurdystanu, gdzie ustanowili własne władze. Abu umożliwić pomoc humanitarną dla tego rejonu, ONZ powołał do istnienia Kontyngent Ochronny ONZ w Iraku (United Nations Guards Contingent in Iraq, UNGCI), mający zapewnić bezpieczeństwo pracownikom organizacji międzynarodowych.
W 1995 Polska wysłała do Iraku kontyngent policyjny w liczebności 4 funkcjonariuszy. Do zadań kontyngentu należała: ochrona pracowników i majątku ONZ i innych organizacji, patrolowanie rejonu irackiego Kurdystanu, monitorowanie przestrzegania embarga nałożonego na Irak, monitorowanie sytuacji w regionie. Mimo swojego pokojowego charakteru, kontyngent był narażony na ataki ze strony bojówek irackich. W jednym z nich, przeprowadzonym 7 grudnia 1995, od wybuchu podłożonej przy drodze miny-pułapki zginął podinspektor Andrzej Kaczor oraz funkcjonariusz z Filipin.

### UNMBIH (Bośnia i Hercegowina)
Polski Kontyngent Policyjny Misji Organizacji Narodów Zjednoczonych w Bośni i Hercegowinie
- misja: United Nations Mission in Bosnia and Herzegowina (UNMBIH), Organizacja Narodów Zjednoczonych
- czas trwania: 1996–2002

W grudniu 1995 wygasł mandat Sił Ochronnych ONZ (UNPROFOR) w Bośni i Hercegowinie. Błękitne hełmy zostały zastąpione przez Siły Implementacyjne (IFOR) NATO, natomiast do wsparcia policji ONZ utworzyła w 1996 Misję ONZ w Bośni i Hercegowinie (UNMBIH), składającą się z Międzynarodowych Policyjnych Sił Zadaniowych (IPTF) i Biura ONZ w Sarajewie.
Do wsparcia IPTF Polska wysłała 30-osobowy kontyngent policyjny. Do zadań funkcjonariuszy należały: obserwacja procesu wprowadzania porządku i systemu sprawiedliwości, szkolenia, doradztwo i nadzór nad bośniackimi służbami porządkowymi. Po wygaśnięciu mandatu UNMIBH i IPTF, 1 stycznia 2003 ich miejsce zajęła Misja Policyjna Unii Europejskiej w Bośni i Hercegowinie (EUPM), w której także służyli polscy policjanci.
17 września 1997 w czasie pełnienia służby w Bośni i Hercegowinie zginął podkomisarz Andrzej Buler.

### UNTAES (Chorwacja)
- misja: United Nations Transitional Administration for Eastern Slavonia, Baranja and western Sirmium (UNTAES), Organizacja Narodów Zjednoczonych
- czas trwania: 1996–1998

W listopadzie 1995 rząd chorwacki oraz serbskie władze autonomicznej republiki Wschodniej Slawonii, Baranji i Zachodniego Sremu podpisały układ, zgodnie z którym przekazywały te tereny pod administrację ONZ. Zgodnie z nim Rada Bezpieczeństwa ONZ ustanowiła Tymczasową Administrację ONZ we Wschodniej Slawonii, Baranji i Zachodnim Sremie (United Nations Transitional Administration for Eastern Slavonia, Baranja and western Sirmium, UNTAES), mającą na celu przywrócenie tych terenów Chorwacji.
W kwietniu 1996 UNTAES został wsparty przez polski kontyngent policyjny, do którego zadań należało: zapewnieniu porządku prawnego w Slawonii, pomocy w szkoleniu i doradztwu tymczasowym miejscowym siłom policyjnym, zapewnieniu tymczasowego systemu karnego, monitorowaniu wykonywania warunków układu chorwacko-serbskiego.
Innymi siłami podległymi  MSWiA, stacjonującymi wówczas w ramach sił UNTAES była wydzielona przez Grupę Reagowania Operacyjno-Manewrowego Polska Grupa Specjalna. 27 czerwca 1997 dokonała ona zatrzymania serbskiego zbrodniarza wojennego, Slavka Dokmanovica.

### MAPE (Albania)
- misja: Multinational Police Advisory Element (MAPE), Unia Zachodnioeuropejska
- czas trwania: 1997–2001

Kryzys albański, spowodowany krachem systemu bankowemu w styczniu 1997, doprowadził do anarchii i rebelii w tym kraju. Sytuacja stała się na tyle poważna, że Rada Bezpieczeństwa ONZ przyjęła Rezolucję 1101, która upoważniła dowodzone przez Włochy Wielonarodowe Siły Ochronne (Multinational Protection Force, MPF) Unii Zachodnioeuropejskiej. W ich składzie została powołana Wielonarodowa Doradcza Jednostka Policyjna (Multinational Police Advisory Element, MAPE). Siły te osiągnęły gotowość w maju 1997. W tym czasie polski rząd zdecydował o wsparciu tych sił kontyngentem policyjnym. Do zadań polskich funkcjonariuszy (łącznie 10 przez okres pełnienia misji) należało doradztwo albańskiej policji w zakresie: dostarczania informacji albańskim funkcjonariuszom, porad dotyczących ochrony ludności cywilnych, przywracania porządku publicznego, pomocy w przygotowaniu wyborów powszechnych.

### Misja OBWE w Chorwacji
- misja: Organisation of Security and Co-operation in Europe Mission in Croatia, Organizacja Bezpieczeństwa i Współpracy w Europie
- czas trwania: 1998–2001

Po zakończeniu wojny w Chorwacji, 1996 Stała Rada Organizacji Bezpieczeństwa i Współpracy w Europie zdecydowała o wysłaniu do tego kraju misji polowej w celu wsparcia miejscowych służb w odbudowie i przywróceniu funkcjonowania administracji. W 1998 mandat misji poszerzono o współpracę z Policyjną Grupą Wsparcia ONZ (United Nations Civilian Police Support Group, UNPSG) w rejonie naddunajskim - w tym celu powołano Police Monitoring Group (UNPSG przejął mandat i terytorium po Tymczasowej Administracji ONZ we Wschodniej Slawonii, Baranji i Zachodnim Sremie (United Nations Transitional Administration for Eastern Slavonia, Baranja and western Sirmium, UNTAES). W tym samym roku Polska wsparła tę grupę niewielkim kontyngentem policyjnym. Do jego zadań, jak i całej grupy obserwacyjnej należały: współpraca z siłami ONZ - UNPSG, monitorowanie sytuacji po chorwackiej stronie Dunaju, doradztwo miejscowym chorwackim siłom i służbom bezpieczeństwa oraz wymiaru sprawiedliwości w przywracani administracji i ładu na podległym im terytorium.

### UNMOT (Tadżykistan)
- misja: United Nations Mission of Observers in Tajikistan (UNMOT), Organizacja Narodów Zjednoczonych
- Czas trwania: 1998−2000

W 1992, po szeregu antyrządowych demonstracji, komunistyczne władze Tadżykistanu użyły wojska do stłumienia protestów, co rozpoczęło wojnę domową w tym kraju. Dwa lata później, pod auspicjami ONZ,  obie strony konfliktu podpisały porozumienie pokojowe, które jednak zostało zerwane i walki trwały do 1997.
W grudniu 1994 Rada Bezpieczeństwa ONZ powołała Misję Obserwacyjną ONZ w Tadżykistanie (UNMOT). Do jej zadań należało: monitorowanie przestrzegania zawieszenia broni z 1994 i układu pokojowego z 1997, wsparcie misji Specjalnego Wysłannika Sekretarza Generalnego, zapewnienie pomocy humanitarnej, wsparcie tworzenia tadżyckich służb policyjnych i sprawiedliwości. Od kwietnia 1995 w skład UNMOT wchodziła grupa polskich obserwatorów wojskowych (jeden z nich, płk Ryszard Szewczyk, zginął w zamachu przeprowadzonym 20 lipca 1998). W 1998 dołączyli do nich polscy policjanci (łącznie 2).

### UNMIK i EULEX Kosowo

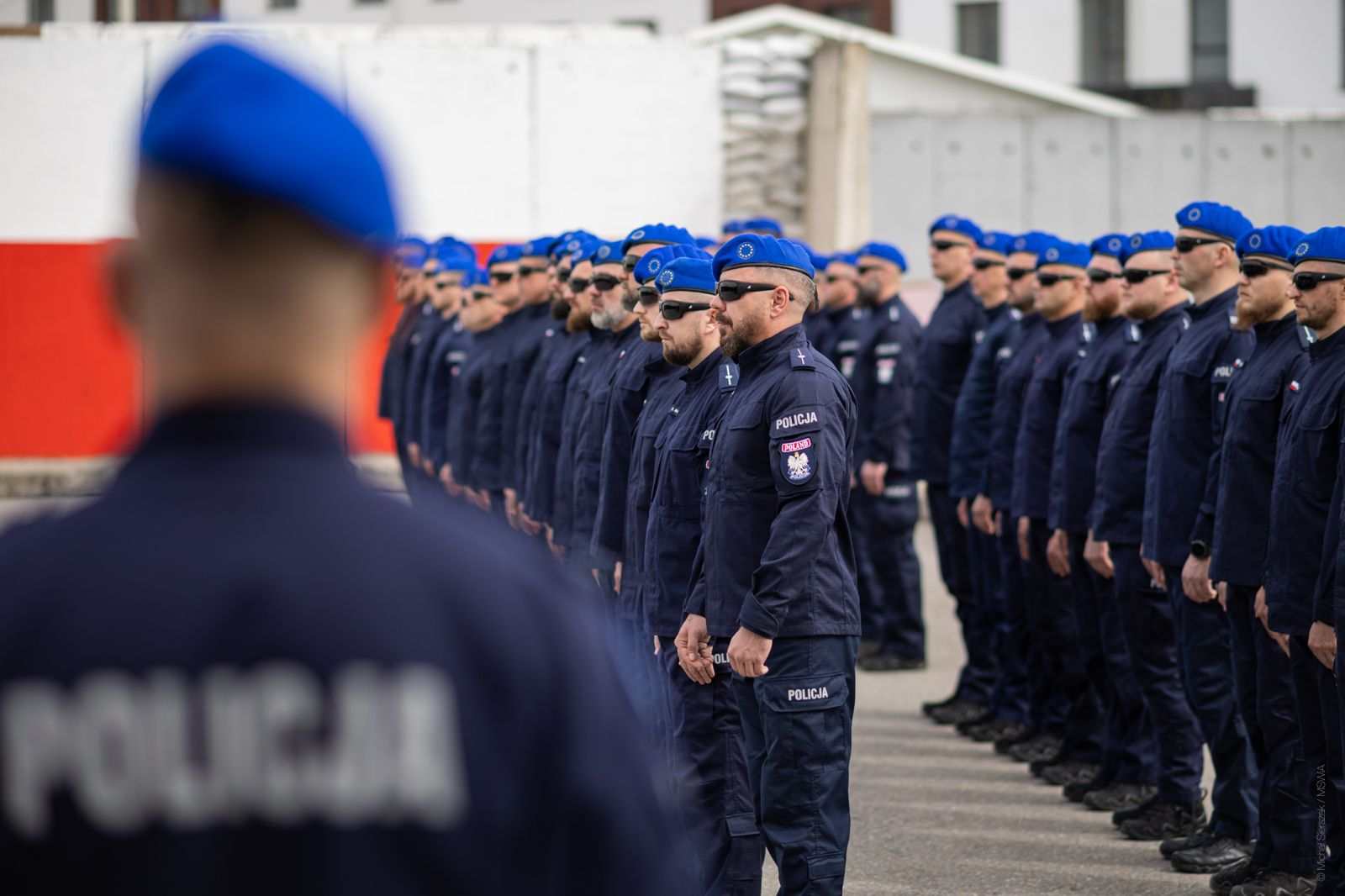
Polski kontyngent policyjny w Kosowie (2025)

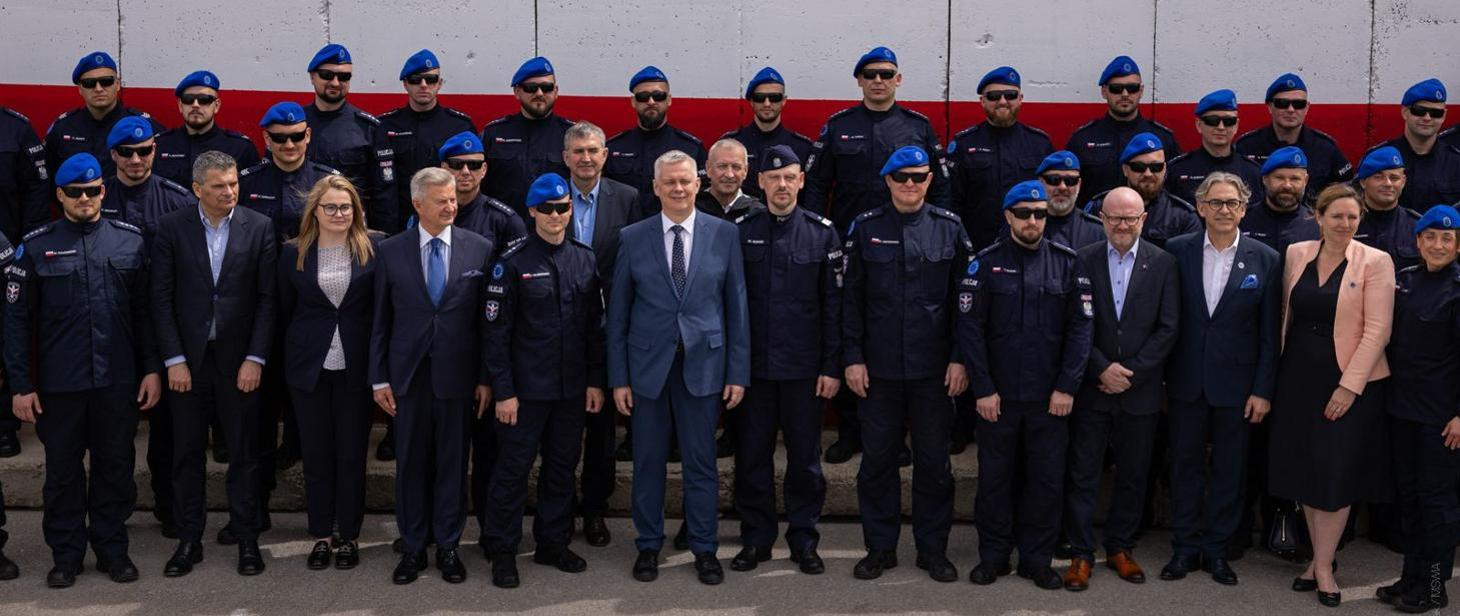
Polski kontyngent policyjny w Kosowie podczas wizyty ministra Tomasza Siemoniaka (2025)

UNMIK: Polski Kontyngent Policyjny Tymczasowej Misji Administracyjnej Organizacji Narodów Zjednoczonych Kosowie, EULEX: Polski Kontyngent Policyjny Misji Unii Europejskiej w zakresie praworządności w Kosowie
- misja: United Nations Interim Administration Mission in Kosovo (UNMIK), Organizacja Narodów Zjednoczonych, od 2008 European Union Rule of Law Mission in Kosovo (EULEX Kosovo), Unia Europejska
- decyzja o użyciu: 1999 (UNMIK), 2 grudnia 2008 (EULEX)
- czas trwania: od września 1999

W rezultacie wojny w Kosowie, administrację nad tą serbską prowincją przejęła utworzona w czerwcu 1999 Tymczasowa Administracja ONZ w Kosowie (UNMIK), składająca się z pionu cywilnego, obserwatorów wojskowych i sił policyjnych, podzielonych na: policję cywilną (CIVPOL), jednostki specjalne policji (SPU, następnie FPU) i policję graniczną (Border Police). W grudniu 2008, na mocy decyzji z 4 lutego 2008, unijna misja EULEX Kosowo osiągnęła zdolność operacyjną i przejęła część kompetencji UNMIK, m.in. w sferze policyjnej.
Na mocy uchwały Rady Ministrów nr 15/1999 utworzono kontyngent Policji do działań w Kosowie. W jego skład wchodzą dwa elementy:
- personel w CIVPOL (ok. 5-10 funkcjonariuszy, maksymalnie do 20 w zależności od potrzeb misji) – eksperci policyjni, których zadania polegają na doradztwie lokalnym siłom policyjnym oraz monitorowaniu przestrzegania prawa przez organy wymiaru sprawiedliwości i przestrzegania porządku publicznego. Służba personelu w CIVPOL trwa 12 miesięcy
- Jednostka Specjalna Polskiej Policji (JSPP, ok. 95-115 funkcjonariuszy, służących w 9-miesięcznych zmianach)[13][14].

JSPP jest jednostką skoszarowaną, stanowiącą odpowiednik krajowych oddziałów prewencji. Rozpoczęła służbę w Kosowie w listopadzie 2000. Początkowo została zakwaterowana w leżącej w drugim co do wielkości mieście Kosowa – Prizrenie. Decyzją kierownictwa UNMIK, w kwietniu 2001 JSPP została przeniesiona do Kosowskiej Mitrowicy, gdzie, w wyniku podziału miasta na część serbską i albańską, sytuacja jest trudniejsza i wymaga zwiększonych sił do tłumienia zamieszek na tle etnicznym. Po przejściu jednostki pod kierownictwo unijnej misji EULEX, w związku ze zmianami strukturalnymi, policjantów przeniesiono z Kosowskiej Mitrowicy do koszar KFOR w Prisztinie, gdzie wraz z włoskimi karabinierami tworzyli jedną jednostkę, w razie konieczności wysyłaną do różnych części Kosowa. Od 15 sierpnia 2012, w związku z reformami w strukturze EULEX, JSPP ponownie stacjonuje w Mitrowicy.
W 2019 utworzono Rezerwową Jednostkę Specjalną Polskiej Policji. Liczy ona od 90 do 100 funkcjonariuszy stacjonujących na terenie Polski, w razie potrzeby kierowanych do służby w Kosowie. Jednostka pełni zadania tożsame z JSPP, z wyjątkiem działań antyterrorystycznych i z krótszym okresem służby (4 miesiące).
Do zadań JSPP należy:
- ochrona dostaw pomocy humanitarnej,
- ochrona CIVPOL-u i VIP-ów,
- ochrona mniejszości narodowych,
- tłumienie wystąpień i zamieszek[7].

Podczas służby JSPP największe miały miejsce m.in.
- 8 kwietnia 2002 – podczas zatrzymania Slavoljuba Jovicia przez CIVPOL doszło do demonstracji serbskich, stłumionych przez 3 polskie plutony. Rannych zostało 7 Polaków[7],
- 17-19 marca 2004 – tłumienie najbardziej krwawych zamieszek w Kosowie od zakończenia wojny[17],

- 28 lutego 2008 – po jednostronnym ogłoszeniu przez Kosowo niepodległości, kosowscy Serbowie zajęli budynek UNMIK, który następnie został odbity przez siły ONZ, ochraniane przez JSPP. Rannych zostało 28 Polaków[18].

Od 2019 roku funkcję Zastępcy Szefa Misji EULEX Kosowo pełni insp. Cezary Luba.

### EUPM (Bośnia i Hercegowina)
Polski Kontyngent Policyjny Misji Policyjnej Unii Europejskiej w Bośni i Hercegowinie
- misja: European Union Police Mission (EUPM), Unia Europejska
- decyzja o użyciu: 27 listopada 2002
- czas trwania: 6 stycznia 2003 – 31 grudnia 2005
- decyzja o użyciu: 4 kwietnia 2006
- czas trwania: 30 maja 2006 – 31 grudnia 2011

Po wygaśnięciu mandatu UNMIBH i IPTF, 1 stycznia 2003 ich miejsce zajęła Misja Policyjna Unii Europejskiej w Bośni i Hercegowinie (EUPM). Wcześniej, bo 27 listopada 2002 polski rząd podjął decyzję o powołaniu kontyngentu do tej misji, liczącego 12 policjantów - oficjalnie rozpoczęli oni służbę 6 stycznia 2003 – jednak stosowna umowa RP z Unią Europejską, dotycząca ich udziału w misji została sporządzona dopiero 24 lutego 2003 (M.P. z 2004 r. nr 36, poz. 641). Ich głównym celem było wspieranie i doradztwo rozproszonym, niejednolitym i niewyszkolonym służbom porządkowym Bośni i Hercegowiny.
Kontyngent zakończył służbę po III zmianach, 31 grudnia 2005. Jednak przedłużenie EUPM spowodowało, że Uchwałą nr 231/2002 Rady Ministrów z 4 kwietnia 2006 kontyngent reaktywowano, tym razem w 7-osobowym składzie. W 2009, po kolejnej restrukturyzacji i redukcji EUPM, także polski kontyngent policyjny uległ zmniejszeniu: liczył on 3 funkcjonariuszy. W grudniu 2011 z powodu następnej redukcji EUPM polscy policjanci zakończyli służbę w Bośni i Hercegowinie.

### UNOMIG (Gruzja)
Polski Kontyngent Policyjny w Misji Pokojowej Obserwatorów ONZ w Gruzji
- misja: United Nations Observer Mission in Georgia (UNOMIG), Organizacja Narodów Zjednoczonych
- decyzja o użyciu: 9 grudnia 2003
- czas trwania: 23 grudnia 2003 – 16 czerwca 2009

W 2003 roku mandat monitorującej gruzińsko-abchaskie zawieszenie broni Misji Obserwacyjnenj Narodów Zjednoczonych w Gruzji (UNOMIG) (służyli w niej także polscy obserwatorzy wojskowi) został rozszerzony o monitorowanie umożliwiania powrotu uchodźcom, w związku z czym powołana została 20-osobowa grupa policyjna. Do udziału w niej została poproszona Polska - rząd zdecydował o utworzeniu kontyngentu policyjnego o sile 1 funkcjonariusza (był to wówczas najmniejszy polski kontyngent policyjny).
W 2005 Polska została poproszona przez ONZ o zwiększenie kontyngentu do co najmniej 2 policjantów. Rząd przychylił się do prośby, zwiększając przy tym maksymalną ilość funkcjonariuszy do 10, aby w późniejszym czasie Policja mogła elastyczniej reagować w sytuacjach kryzysowych. Głównym zadaniem policjantów było szkolenie lokalnych służb porządkowych. Oficer w gruzińskim Zugdidi był doradcą kierownictwa miejscowej policji oraz oficerem kontaktowym z komendą regionalną oraz miejską. Natomiast funkcjonariusz w abchaskim Gali był oficerem kontaktowym w tamtejszej milicji.
W czerwcu 2009, po rosyjskim wecie, UNOMIG został rozwiązany, czyli tym samym policjanci wrócili do Polski.

### UNMIL (Liberia)
Polski Kontyngent Policyjny w Misji Pokojowej Organizacji Narodów Zjednoczonych w Republice Liberii
- misja: United Nations Mission in Liberia (UNMIL), Organizacja Narodów Zjednoczonych
- decyzja o użyciu: 20 stycznia 2004
- czas trwania: 24 stycznia 2004 – 30 marca 2018

W 2003, po wojnie domowej, rząd Liberii i Ludowy Związek na Rzecz Demokracji zawarły porozumienie pokojowe. Jednocześnie zwróciły się do ONZ o wysłanie sił pokojowych, które ustanowiono we wrześniu 2003 jako Misję Narodów Zjednoczonych w Liberii (UNMIL).
Polska wsparła UNMIL dwoma obserwatorami wojskowymi i Polskim Kontyngentem Policyjnym, składającym się z 3 funkcjonariuszy. Wykonywanie zadań rozpoczęli w styczniu 2004, a polegały one na doradztwie, asyście i szkoleniu Liberyjskiej Policji Narodowej (LNP). Polacy pełnili trwającą każdorazowo rok służbę na różnych stanowiskach. Dotychczas były to m.in. stanowiska: doradcy jednostki antyterrorystycznej LNP - Emergency Responce Unit (ERU LNP), szefa zespołu analizy kryminalnej, szefa grupy dochodzeniowo-śledczej, szefa doradców policji ds. zabezpieczenia imprez masowych i bezpieczeństwa placówek dyplomatycznych, szefa szkolenia kadry dowódczej oddziałów prewencji, pracownika działu personalnego, instruktora szkolenia wstępnego. Funkcjonariusze nie byli uzbrojeni. Ze względu na warunki nosili wojskowe mundury wz. 93 w wersji pustynnej. Ze względu na wypełnienie przez UNMIL zakładanych w mandacie misji zadań do 30 marca 2018 został zakończony proces wycofywania sił pokojowych ONZ. Oznaczało to jednocześnie wycofanie Polskiego Kontyngentu Policyjnego w Liberii.
W 2005 kontyngent poniósł poważną stratę – 6 stycznia (czyli kilkanaście dni przed powrotem do Polski), wskutek malarii zmarł jego dowódca, podinsp. Bogdan Laskowski (był on pierwszym i jedynym dowódcą polskiego kontyngentu na misji pokojowej, który poniósł śmierć podczas służby).

### EUPOL Proxima (Macedonia)
Polski Kontyngent Policyjny Misji Policyjnej Unii Europejskiej w Byłej Jugosłowiańskiej Republice Macedonii
- misja: European Union Police Mission Proxima (EUPOL Proxima), Unia Europejska
- decyzja o użyciu: 24 lutego 2004,
- czas trwania: 1 marca 2004 – 15 grudnia 2005

W grudniu 2003 zakończyła się Misja Pokojowa UE Concordia w Macedonii, lecz Unia Europejska zdecydowała o kontynuowaniu działań podtrzymujących porządek w tym państwie, używając policjantów tworzących EUPOL Proxima zamiast żołnierzy. W gronie państw zaangażowanych była też Polska, która wcześniej współprowadziła operacje NATO jako Polski Kontyngent Wojskowy w Macedonii.
Na mocy Uchwały Rady Ministrów nr 28/2004 z 24 lutego 2004, na przełomie lutego i marca został wysłany w rejon misji kontyngent policyjny (2 funkcjonariuszy, tak jak podczas innych misji eksperckich - nieuzbrojonych). Do jego zadań należało: doradztwo i szkolenie policji macedońskiej, pomoc w zwalczaniu przestępczości zorganizowanej, pomoc w ochronie granic, promocja europejskich standardów policyjnych. 15 grudnia 2005, po upływie przewidzianego czasu misji, EUPOL Proxima została zakończona i zastąpiona przez Europejski Policyjny Zespół Doradczy (EUPAT), w którym Polska nie wzięła udziału.

### Wsparcie Irackich Sił Policyjnych (Jordania)
Polski Kontyngent Policyjny dla wsparcia Irackich Sił Policyjnych w Republice Iraku
- decyzja o użyciu: 15 marca 2004,
- czas trwania: marzec 2004 – marzec 2005

Po inwazji na Irak w marcu 2003 Amerykanie i ich koalicjanci rozpoczęli stabilizację kraju, polegającą m.in. na wyszkoleniu odpowiedniej ilości funkcjonariuszy i żołnierzy irackich sił bezpieczeństwa. Odbywała się ona w Iraku, państwach koalicji i ościennych, w tym i Jordanii, w Międzynarodowym Ośrodku Szkolenia Policji w Ammanie.
Na mocy uchwały Rady Ministrów z 15 marca 2004, 31 marca 10 polskich policjantów dołączyło do szkolących tam funkcjonariuszy z Europy i Stanów Zjednoczonych (znamienny jest fakt, że był to jedyny polski kontyngent policyjny nieposiadający mandatu żadnej organizacji międzynarodowej). Ich zadania obejmowały wykłady i ćwiczenia z zakresu: taktyki i techniki interwencji, służby prewencyjnej, służby kryminalnej, ruchu drogowego, itp. Polacy nie byli uzbrojeni, więc nie mogli prowadzić innych działań, np. operacyjnych. Szkolenie zakończyli w marcu 2005, po upływie przeznaczonego czasu użycia (1 roku) – rząd w sierpniu 2004 zdecydował o kontynuacji pierwotnie półrocznej misji o kolejne 6 miesięcy. Łącznie polscy policjanci przeszkolili około 10 000 irackich funkcjonariuszy. Kontyngent, z faktu bycia niepodporządkowanym żadnym siłom pokojowym lub organizacji międzynarodowym, finansowany był jedynie z polskich funduszy.

### Wsparcie Misji Unii Afrykańskiej (Sudan)
Polski Kontyngent Policyjny Unii Europejskiej wspierający misję Unii Afrykańskiej w Sudanie
- misja: wsparcie African Union Mission in Sudan (AMIS), Unia Europejska/Unia Afrykańska
- decyzja o użyciu: 1 września 2005,
- czas trwania: 9 września 2005 – wrzesień 2006

W celu zakończenia konfliktu w Darfurze, Unia Afrykańska, przy późniejszej zgodzie Rady Bezpieczeństwa ONZ, w lipcu 2004 rozpoczęła misję pokojową (AMIS). Jednak składała się ze zbyt małej ilości żołnierzy, ponadto w niewystarczającym stopniu wyszkolonych, dlatego UA skierowała prośbę do NATO i UE o wsparcie szkoleniowe i logistyczne.
Obie organizację odpowiedziały pozytywnie i rozpoczęły operacje wsparcia. 1 września 2005 o dołączeniu do nich, a konkretnie do misji Unii Europejskiej, zdecydowała Polska, ustanawiając utworzenie polskiego kontyngentu policyjnego o sile 1 funkcjonariusza - mł. insp. Tadeusza Zygmunta - pełniącego funkcję doradcy szefa misji unijnej. Zgodnie z zarządzeniem Ministra Spraw Wewnętrznych i Administracji, 4 września policjant wyleciał z Warszawy do Brukseli, skąd 7 września przybył do Addis Abeby i 9 września był już w Chartumie, gdzie rozpoczął misję. Polegała ona na: pomocy w tworzeniu sił porządku publicznego, odbudowie zaufania społecznego, pomocy humanitarnej. Zakończył ją w 2006.

### EUPOL Afganistan
Polski Kontyngent Policyjny Misji Policyjnej Unii Europejskiej w Islamskiej Republice Afganistanu
- misja: European Union Police Mission in Afghanistan (EUPOL Afghanistan), Unia Europejska
- decyzja o użyciu: 30 października 2007
- czas trwania: 21 stycznia 2008 – 31 grudnia 2016

Po obaleniu Talibów i wkroczeniu sił międzynarodowych do Afganistanu, rozpoczął się proces stabilizacji i odbudowy tego kraju. Jednym z prowadzonych w ramach tego działań była odbudowa policji afgańskiej przez kilka wielonarodowych misji (NATO – NTM-A i ISAF, GPPO), w tym i przez ustanowioną w maju 2007 Misję Policyjną Unii Europejskiej w Afganistanie (EUPOL Afghanistan), do której w styczniu 2008 dołączyła Polska.
Polski wkład w EUPOL zwiększał się stopniowo - w styczniu misję rozpoczął pierwszy policjant (podinsp. Ludwik Maćkowiak), jednocześnie dowódca kontyngentu (który mógł liczyć do 5 policjantów). Miesiąc później do Afganistanu trafił drugi funkcjonariusz, w marcu kolejny. I zmiana, podobnie jak następne trwała rok.
Polacy stacjonowali w północnym sektorze odpowiedzialności sił NATO, które zapewniają im ochronę. Początkowo byli przydzieleni do komendy w Mazar-i Szarif, później zostali przeniesieni do Czaghczaran (z czasem do kontyngentu dołączył 4 funkcjonariusz, pracujący w dowództwie EUPOL w Kabulu). Ich głównym zadaniem było doradzanie i szkolenie miejscowych policjantów w zakresie: działalności prewencyjnej, zwalczania przestępczości kryminalnej, szkolenia funkcjonariuszy.

### EUMM Gruzja
Polski Kontyngent Policyjny Misji Obserwacyjnej Unii Europejskiej w Gruzji
- misja: European Union Monitoring Mission in Georgia (EUMM Georgia), Unia Europejska
- decyzja o użyciu: 24 września 2008
- czas trwania: od 1 października 2008

Po wybuchu wojny gruzińsko-rosyjskiej Unia Europejska podjęła starania o zakończenie konfliktu. 12 sierpnia 2008 przy udziale prezydenta Francji walczące strony przyjęły porozumienie pokojowe, które zaczęło obowiązywać 16 sierpnia. Miesiąc później, 15 września na mocy decyzji Rady Europejskiej utworzono Misję Obserwacyjną UE w Gruzji (European Union Monitoring Misson in Georgia, EUMM Georgia), mającą monitorować zawieszenie broni.
Polska, już wcześniej zaangażowana w działania na rzecz zakończenia wojny, wsparła EUMM Polskim Zespołem Obserwacyjnym (PZO). W jego skład weszli żołnierze i policjanci, pierwszy raz współpracujący ze sobą w takim stopniu podczas misji pokojowej lub stabilizacyjnej. 24 września 2008 Rada Ministrów wydała uchwałę o utworzeniu Polskiego Kontyngent Policyjnego. Zakres zadań polskich policjantów obejmuje: monitorowanie i normalizacja sytuacji, zbieranie i analizę informacji na temat wycofywania i dyslokacji wojsk gruzińskich i rosyjskich, mediację pomiędzy stronami konfliktu, pomoc uchodźcom, współpracę z misjami OBWE i ONZ (UNOMIG).

### EUAM Ukraina
Polski Kontyngent Policyjny Misji Doradczej Unii Europejskiej na rzecz reformy cywilnego sektora bezpieczeństwa w Ukrainie
- misja: European Union Advisory Mission Ukraine (EUAM Ukraine), Unia Europejska
- decyzja o użyciu: 5 maja 2015
- czas trwania: od 2015

W wyniku protestów społecznych na przełomie 2013/2014 prezydent i rząd ukraiński zostały zmuszone do dymisji i władzę na Ukrainie przejęły ugrupowania opozycyjne, którym szerokiego wsparcia udzieliły m.in. państwa Unii Europejskiej. Jednym z rezultatów rewolucji była też rosyjska agresja, skutkująca aneksją Krymu i rozpoczęciem konfliktu zbrojnego na wschodzie Ukrainy. Jednym z działań unijnych zmierzających do wsparcia władz ukraińskich było utworzenie w 2014 misji doradczej w celu przeprowadzenia reformy i szkolenia cywilnych struktur bezpieczeństwa.
W maju 2015 Rada Ministrów podjęła decyzję o wydzieleniu do misji polskiego kontyngentu policyjnego w składzie do maksymalnie 10 funkcjonariuszy Policji. Do jego zadań należy: wsparcie planowania i procesu wdrażania reformy służb bezpieczeństwa wewnętrznego, doradztwo na różnych szczeblach struktur bezpieczeństwa wewnętrznego.

### Specjalna Misja Obserwacyjna OBWE na Ukrainie
- misja: Organisation of Security and Co-operation in Europe Special Monitoring Mission in Ukraine, Organizacja Bezpieczeństwa i Współpracy w Europie
- czas trwania: od maja 2016 do lutego 2022 roku

Oprócz kontyngentu w ramach EUMM na Ukrainę skierowani zostali także policjanci do Specjalnej Misji Obserwacyjnej OBWE, oddelegowani do pełnienia zadań służbowych poza Policją poza granicami kraju. Dotychczas byli to (stan na listopad 2019):
- maj 2016 – styczeń 2018: policjant z garnizonu małopolskiego, rejon Doniecka,
- grudzień 2017 – luty 2022 roku: policjantka z garnizonu śląskiego, rejon Ługańska[32], której powrót do kraju podyktowany został zbrojną agresją Federacji Rosyjskiej na Ukrainę.

### UNMISS (Sudan Południowy)
Polski Kontyngent Policyjny Misji Narodów Zjednoczonych w Republice Sudanu Południowego
- misja: United Nations Mission in South Sudan (UNMISS), Organizacja Narodów Zjednoczonych
- decyzja o użyciu: 8 lipca 2019
- czas trwania: od 12 kwietnia 2022 do kwietnia 2023

W 2018 roku Prezydent RP, Andrzej Duda w siedzibie ONZ w Nowym Jorku zapowiedział zwiększenie udziału Polskiej Policji w misjach pokojowych Narodów Zjednoczonych. Wyrazem tej deklaracji była Uchwała nr 61/2019 Rady Ministrów z dnia 8 lipca 2019 roku w sprawie utworzenia kontyngentu policyjnego wydzielonego do udziału w Misji Narodów Zjednoczonych w Republice Sudanu Południowego.
W kwietniu 2022 roku pierwsza trójka policjantów została delegowana do Dżuby na okres 12 miesięcy. Do ich zadań należy między innymi ochrona ludności cywilnej przed przemocą fizyczną, monitorowanie przestrzegania praw człowieka oraz zapewnienie warunków umożliwiających dostarczanie i dystrybucję pomocy humanitarnej.

### EUMA (Armenia)
Polski Kontyngent Policyjny wydzielony do udziału w Misji Unii Europejskiej w Armenii 
- misja: European Union Mission in Armenia (EUMA), Unia Europejska
- decyzja o użyciu: 24 marca 2023
- czas trwania: od 3 kwietnia 2023

W październiku 2022 władze Armenii zwróciły się do Unii Europejskiej o przeprowadzenie misji obserwacyjnej na pograniczu armeńsko-azerskim, stanowiącym miejsce walk granicznych. W grudniu 2022 skierowana została rekonesansowa grupa ekspertów, w styczniu 2023 utworzono Misję Unii Europejskiej w Armenii (EUMA), mającą za zadania obserwację walczących stron i wspieranie procesu normalizacji. Do udziału w EUMA został skierowany polski kontyngent policyjny w składzie 1 funkcjonariusza.